# Браун, Дес
Десмонд Генри Браун, барон Браун Лэдитонский (англ. Desmond Henry Browne, Baron Browne of Ladyton; род. 22 марта 1952, Килуиннинг, Шотландия) — британский политик, министр обороны Великобритании (2006—2008).

## Биография
Родился в 1952 году, учился в академии Святого Михаила в Килуиннинге и в университете Глазго. Занимался адвокатской практикой, специализируясь в детском и семейном праве, в 1991 году участвовал в разоблачении фактов насилия над детьми на шотландских Оркнейских островах.
В 1997 году избран в Палату общин от округа Килмарнок и Лаудаун, став официальным кандидатом лейбористов за считанные недели до выборов после внезапной отставки Уильяма Маккилви, перенёсшего инсульт. В 1998—1999 годах являлся личным парламентским секретарём министра по делам Шотландии Дональда Дево. Являлся парламентским помощником министра по делам Северной Ирландии с 2001 по 2003 год, когда был назначен младшим министром труда и пенсий, а затем был перемещён на должность младшего министра по вопросам иммиграции.
5 мая 2005 года состоялись парламентские выборы, победоносные для лейбористов, и 10 мая 2005 года Тони Блэр закончил формирование своего третьего кабинета, назначив Деса Брауна главным секретарём Казначейства.
5 мая 2006 года в правительстве произошли существенные перестановки, и в числе прочих кадровых решений премьер назначил новым министром обороны Деса Брауна.
27 июня 2007 года Блэр ушёл в отставку, и сменивший его Гордон Браун в этот же день сформировал свой кабинет, в котором из 24 министров только Дес Браун сохранил прежнюю должность, добавив к ней портфель министра по делам Шотландии.
3 октября 2008 года премьер-министр произвёл серию кадровых перестановок в правительстве, в ходе которых Дес Браун ушёл в отставку, портфель министра обороны достался Джону Хаттону, а министра по делам Шотландии — Джиму Мёрфи.
В ноябре 2009 года объявил об отказе от выставления своей кандидатуры на парламентских выборах 2010 года.
25 января 2010 года дал показания в рамках расследования обстоятельств вовлечения Великобритании в Иракскую войну в 2003 году.
22 июля 2010 года включён в Палату лордов Великобритании.